# تسوروتا، آئوموری
تسوروتا، آئوموری (به لاتین: Tsuruta, Aomori) یک منطقهٔ مسکونی در ژاپن است که در استان آئوموری واقع شده‌است. تسوروتا ۴۶٫۴۳ کیلومتر مربع مساحت و ۱۳٬۴۲۹ نفر جمعیت دارد.